# 畑中権内
畑中 権内（はたなか ごんない、宝暦3年（1753年）? - 文化13年（1816年）?）は日本の江戸時代寛政期に実在した庄屋である。出身地は摂津国島下郡車作村（現在の大阪府茨木市車作）。
地元・車作のかんがい用水路を完成させ、地域に大きな貢献をした人物として知られる。

## 生涯
権内は宝暦3年（1753年）に庄屋の家柄に生まれる。だが、当時の車作の耕作地は安威川下流に向かって棚田になっており、そのため水が行き通らず、水不足のため凶作ばかり続いた。米が作れる土地は安威川付近のわずかな土地だけに限られたのも、村人達が大変苦しんだ原因であった。それを見た権内は自ら救おうと率先して用水路の開削を計画した。
江戸時代中期の宝永年間（1704年 - 1711年）に権内は水路の開削工事を開始した。だが、工事はなかなか進まず、下流の村からの反対などもあり、工事を中止せざるを得なくなった。それでも権内は工事を続けた。
そして工事開始から数十年後、竜王山の麓で下音羽川から分岐し集落内に流れる2kmに及ぶ水路を完成させた。
権内が作った水路は、「深山（みやま）水路」と呼ばれ、「権内水路」とも称する。
権内は文化13年（1816年）に63歳でその生涯を閉じた。車作の人々は権内の功績に感謝し、大正8年（1919年）に法林寺脇の皇大神宮境内に「畑中権内碑」を建て、毎年9月15日には追悼会を行っている。